# Coleophora echinella
Coleophora echinella é uma espécie de mariposa do gênero Coleophora pertencente à família Coleophoridae.